# Towards the wind
Towards the wind is een studioalbum van Stephan Micus. De muziek is deel gelijktijdig opgenomen met het album hier voorafgaand Desert poems. De muziek van Micus is dan al jaren hetzelfde, Westerse muziek gecombineerd met exotische muziekinstrumenten. Voor dit album vertrok Micus voor een cursus dudukspelen naar Jivan Gasparian in Armenië.

## Musici
- Stephan Micus – zang, duduk, kalimba, 3 en 14 snarige gitaar, shakuhachi, dondon, sattar,

## Muziek
| Nr. | Titel                                           | Duur  |
| --- | ----------------------------------------------- | ----- |
| 1.  | Towards the wind (part 1: Before sunsire)       | 3:33  |
| 2.  | Towards the wind (part 2: Morning breeze)       | 2:16  |
| 3.  | Towards the wind (part 3: Flying horses)        | 8:48  |
| 4.  | Towards the wind (part 4: Padre)                | 3:56  |
| 5.  | Towards the wind (part 5: Birds of dawn)        | 7:35  |
| 6.  | Towards the wind (part 6: Virgen de la Nieve)   | 5:29  |
| 7.  | Towards the wind (part 7: Eastern princess)     | 8:46  |
| 8.  | Towards the wind (part 8: Crossing dark rivers) | 10:32 |

De platenhoes is een fragment van een wereldberoemde foto van Yann Arthus-Bertrand. Rode ibissen vliegen boven een donker landschap (Flock of scarlet ibis genomen in Venezuela bij de monding van Amacuro).